# Boneffe
Boneffe (en wallon Bounéfe) est une section et un village de la commune belge d'Éghezée située en Région wallonne dans la province de Namur. C'était une commune à part entière avant la fusion des communes de 1977.

## Étymologie
Boneffe signifie « bonne eau ».[réf. nécessaire]

## Géographie
Le village est situé au bord de la Mehaigne, sur la route de Wasseiges à Éghezée, à l'extrême pointe nord de la province de Namur.

## Évolution démographique
- Source: DGS, 1831 à 1970=recensements population, 1976= habitants au 31 décembre

## Histoire
Au début du XIe siècle, Wasseiges et ses dépendances (Ambresin, Ambresineau, Boneffe et Bonisoul) appartenaient à l'évêque de Liège. En 1035, l'évêque Réginard les cède à l'abbaye Saint-Laurent de Liège et l'avouerie en est confiée à Albert II, comte de Namur. Les descendants de celui-ci finissent par exercer, dans leur avouerie, tous les droits comtaux. 
Ainsi, en 1289, le comte de Namur possède à Boneffe tous les droits seigneuriaux et toute la justice. Dès avant 1265, la mairie de Wasseiges avec ses dépendances, dont Boneffe et Bonisoul, avait été affranchie au droit de Namur. 
Au XIVe siècle, des conflits opposeront le duc de Brabant et le comte de Namur au sujet des alleux de Boneffe : on voit, en 1333, le comte de Namur relever ses alleux de Boneffe du duc de Brabant, mais cet hommage ne sera pas renouvelé par la suite. Au milieu du XIVe siècle, le comte de Namur cède le château de Boneffe à Baudouin Bureal de Juppleu qui est qualifié, en 1372, de "sire du château de Boneffe". 
Dans la première moitié du XIIIe siècle, fut fondée sur le territoire de Boneffe une abbaye cistercienne d'abord destinée à des femmes. Les religieuses occupèrent l'abbaye jusqu'au XVe siècle. Mais leur situation était fort inconfortable car le monastère, situé aux limites du duché de Brabant et du comté de Namur, subissait le contrecoup de toutes les guerres : l'abbaye est détruite en 1355 et les moniales dispersées. Lorsqu'elles reviennent à Boneffe, leur situation est désastreuse, aussi le chapitre général de Cîteaux décide, en 1413, que le monastère sera désormais occupé par des hommes. 
Cette décision n'entra en vigueur qu'en 1461, date à laquelle des moines de l'abbaye de Moulins (Anhée) et de l'abbaye du Jardinet (Walcourt) furent envoyés à Boneffe où il ne restait plus que l'abbesse et trois moniales. 
Les moines ne furent pas plus heureux que les religieuses : dispersée par la guerre et par la peste à la fin du XVe siècle, la communauté fut à nouveau éprouvée par une épidémie assez curieuse d'apostasie collective au milieu du XVIe siècle (9 moines et 10 convers quittèrent l'abbaye pour la Hollande où ils se firent calvinistes); les rescapés virent leur monastère incendié par les Gueux en 1568 et l'un d'entre eux fut assassiné. 
A nouveau ravagée par les Hollandais au XVIIe siècle, puis par les Français, l'abbaye fut supprimée à la Révolution. Ses bâtiments furent transformés en trois fermes qui conservent encore aujourd'hui des constructions des XVIIIe et XIXe siècles. 
En 1815, le général prussien Blücher passa ses troupes en revue sur le territoire de Boneffe peu avant la célèbre bataille de Waterloo. 
Un orphelinat situé à la sortie du village, en direction de Taviers, fut ouvert en 1875 et confié à des religieuses jusqu'en 1964. Le bâtiment appartient aujourd'hui à des particuliers.

## Patrimoine et culture

### Patrimoine architectural et curiosités
Boneffe a hérité d'un patrimoine riche de 2 fermes en carrés entièrement restaurées, ainsi que d'un parc, situé sur le territoire d'un ancien château dont il ne reste que les écuries.
Il existe une zone Natura 2000. Celle-ci permet de voir une concentration d'espèces d'oiseaux devenant de plus en plus rare.
Le village possède des chemins qui permettent des promenades à pied, à vélo ou encore à cheval, au calme. Ils donnent une vue impressionnante sur la campagne.
De l'ancienne abbaye de Boneffe il ne reste que le palais abbatial (prélature) qui est d'ailleurs de construction récente (XVIIIe siècle), ainsi que les bâtiments de la ferme abbatiale ou basse-cour. Fondée en pour des moniales cisterciennes en 1240 dans la région frontière entre le comté de Namur et le Brabant, l'ensemble est maintes fois détruit et reconstruit. En 1413 par le décret des Cîteaux, vu l'insécurité des lieux et la décadence de la communauté, elles sont remplacées par des moines en 1461 venus des abbayes du Jardinet de Walcourt et de Moulins à Anhée.
L'église Saint-Médard, construite en style néo-gothique en 1875 et transformée en 1975.

## Galerie

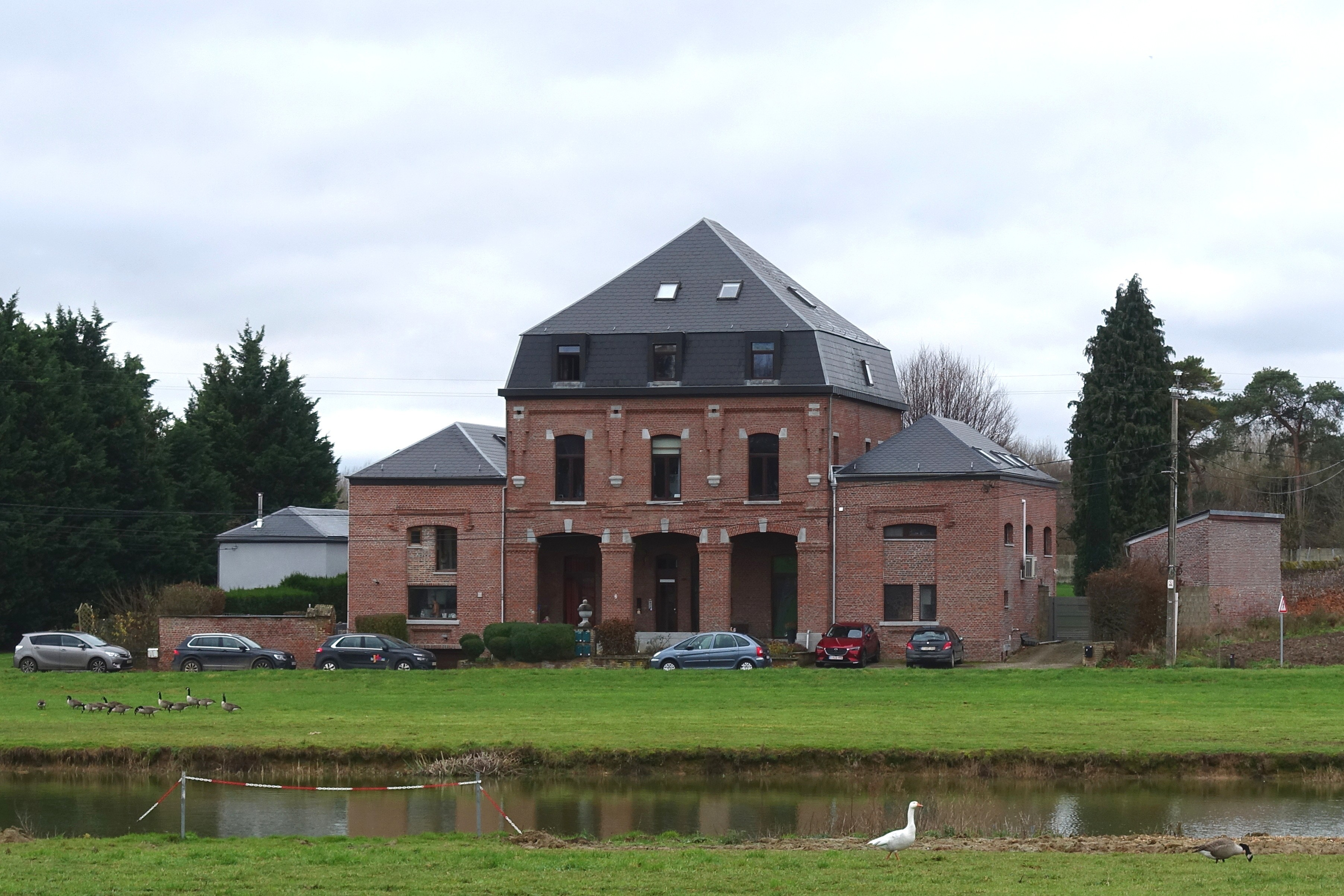
Ancien orphelinat Boneffe.
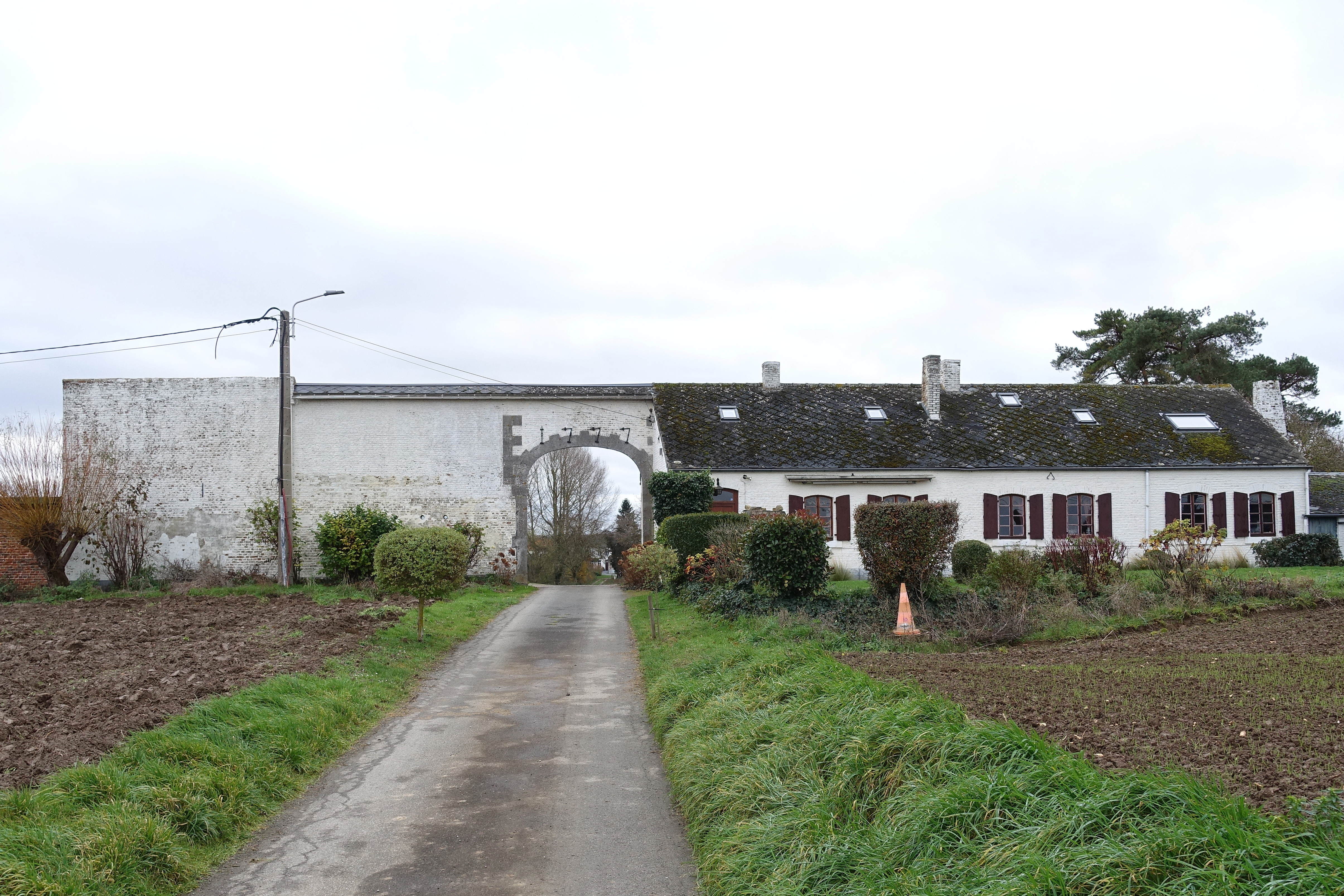
Entrée de l'ancienne abbaye de Boneffe.
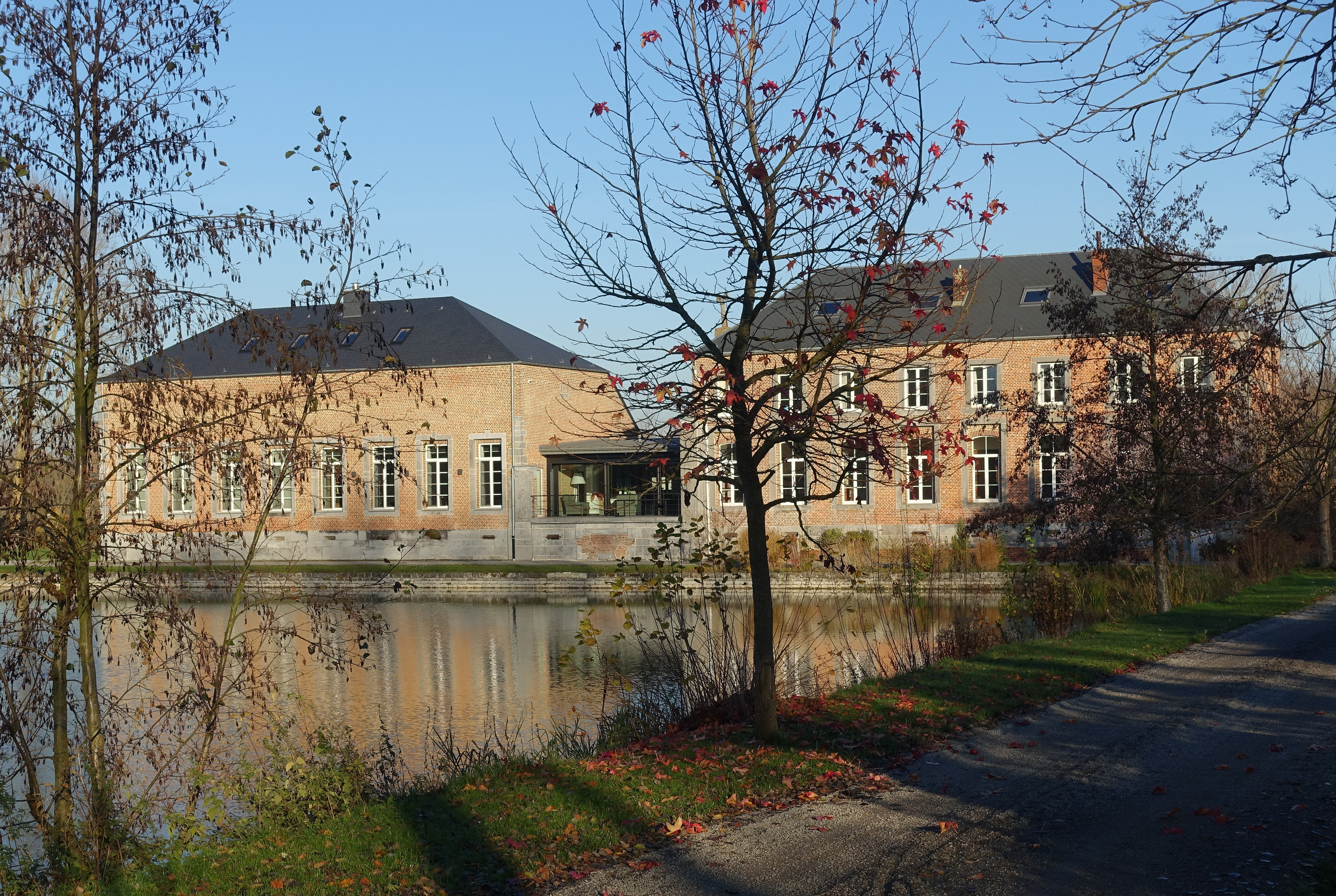
Aile principale de l'ancienne abbaye.
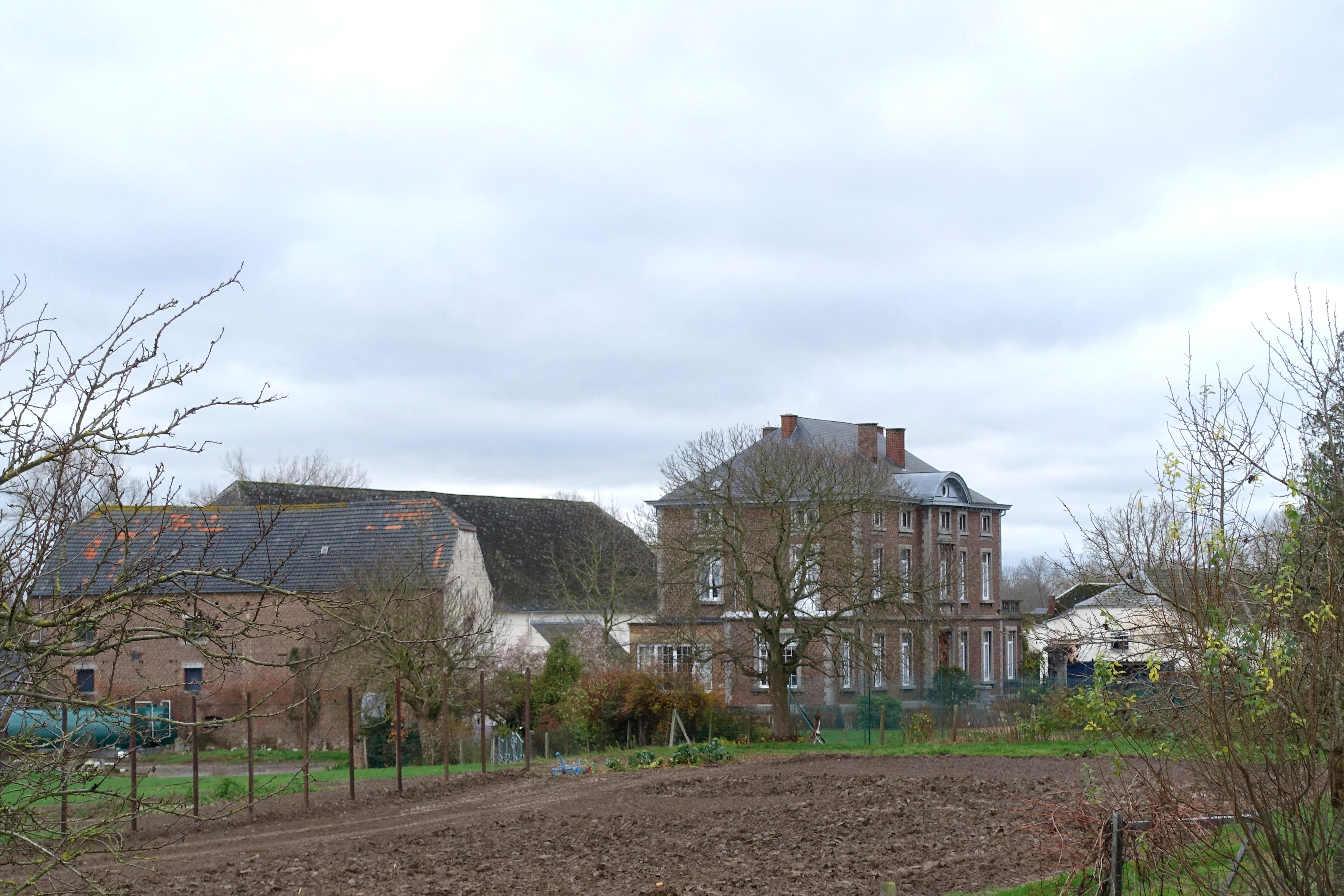
Manoir de la petite abbaye à Boneffe.

## Vie associative

### Activités
Aménagé dans un ancien corps de ferme, il existe une piscine spécialisée dans des activités comme la nage pour bébés et l'aquagym.

## Personnalité célèbre
André Joseph Bernard Akermann (1743-1824) fut Receveur Général des Finances de l'arrondissement de Namur. Il fut également bourgmestre et chatelain de Boneffe, lorsque ce village faisait encore partie du royaume des Pays-Bas. Son petit-fils, François Adolphe Akermann (1809-1890), fut régent de la banque de France du 27 janvier 1859 au 28 mars 1890 jour de sa mort.